# خير الدين خريس
 خير الدين خريس  (1973 الجزائر) هو لاعب كرة قدم جزائري.

## روابط خارجية
- خير الدين خريس على موقع قاعدة بيانات كرة القدم.إي يو (الإنجليزية)
- خير الدين خريس على موقع ناشيونال فوتبول تيمز (الإنجليزية)